# Grete Reichardt
Margaretha Reichardt (Erfurt, 6 de març de 1907 - íd., 25 de maig de 1984), coneguda com a Grete Reichardt, va ser una artista tèxtil, teixidora i dissenyadora gràfica d'Erfurt, Alemanya. Va ser una de les dissenyadores més importants que van sorgir del taller de teixit de l'escola de disseny Bauhaus a Dessau, Alemanya. Va passar la major part de la vida adulta dirigint el seu propi taller de teixits a Erfurt, una ciutat que va quedar sota el domini nazi i després formà part de l'Alemanya de l'Est comunista.

## Primers anys i educació

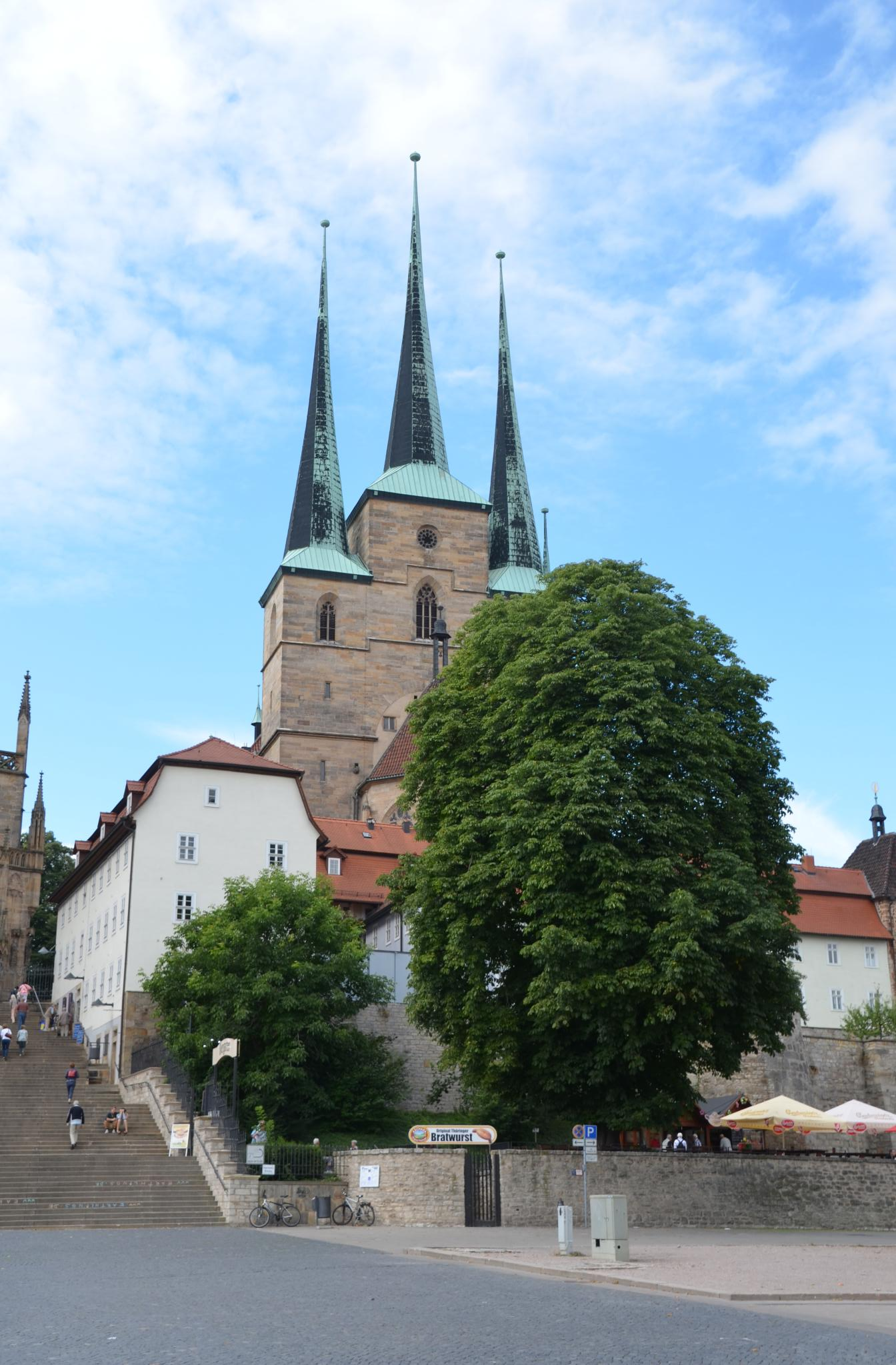
Severikirche amb l'edifici Severihof, la casa de la infància de Grete Reichardt, en primer pla

Margaretha Reichardt va néixer a Erfurt el 6 de març de 1907. El seu pare era sastre i el sagristà de la Severikirche (l'església catòlica de Sant Sever). La família vivia en uns apartaments a Severihof, un edifici destacat pertanyent a l'església, amb vistes a la plaça de la catedral d'Erfurt. Era filla única.
De 1913 a 1921 va assistir a la Katholischen Bürgerschule (una escola catòlica) i al Mädchenlyzeums der Ursulinen (una escola per a noies dirigida per monges ursulines) a Erfurt.
El 1921 Margaretha Reichardt va rebre un permís especial per començar a formar-se, a l'edat de 14 anys, a l'Erfurt Kunstgewerbeschule, una escola d'arts aplicades. Va acabar la formació a l'escola l'any 1925 com a artesana qualificada.
El 1923, mentre estava a la Kunstgewerbeschule, va fer una excursió de classe a la propera ciutat de Weimar per visitar la primera exposició de la Bauhaus, celebrada a la Haus am Horn. En sortí entusiasmada i més tard, l'any 1925, es decidí a estudiar a l'escola. Era la matricula número 83.

## A la Bauhaus
De 1926 a 1931, Reichardt va ser estudiant a l'escola de disseny Bauhaus a Dessau, Alemanya. El primer semestre va consistir en un curs preliminar impartit per Josef Albers i László Moholy-Nagy. Després d'això, es va educar al taller de teixit Bauhaus. També assistí a classes de Paul Klee, Joost Schmidt i Wassily Kandinsky. Va aprovar l'examen d'oficial de la Bauhaus el 1929, i el 1931 va rebre el seu diploma, el que feia el número 54.
Durant la seva estada a la Bauhaus va passar el semestre d'hivern entre 1929 i 1930 treballant com a professora itinerant a Königsberg, Prússia Oriental. La ciutat va ser destruïda durant la Segona Guerra Mundial.

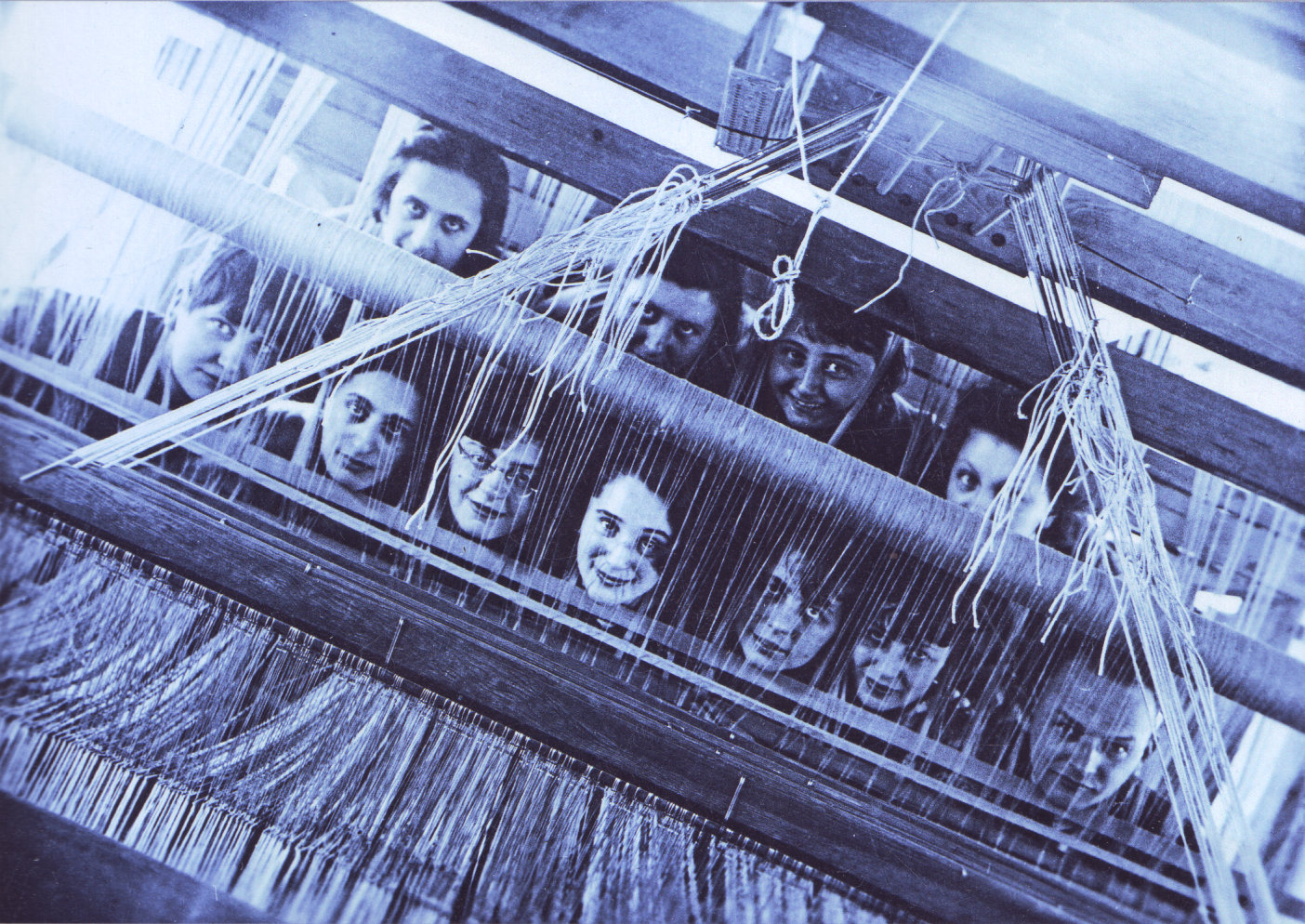
Retrat de grup de la classe de teixit a la Bauhaus Dessau. Grete Reichardt és a dalt a la dreta

Des de 1930 fins a l'estiu de 1931, Reichardt va ser mestra de taller autònoma al taller de teixit de la Bauhaus. A la primavera de 1931, juntament amb Herbert von Arend (1910-2001) i Ilse Voigt (1905-1990), va ser un dels dirigents d'una revolta contra el lideratge pedagògic de la cap del taller de teixits, Gunta Stölzl. Això, i les hostilitats polítiques contra Stölzl (es va casar amb un estudiant jueu, Arieh Sharon), van fer que a Stölzl se li demanés la dimissió. Reichardt, von Arend i Voigt van ser expulsats temporalment.
El 1932 va fer un viatge d'un any de treball i estudis als Països Baixos. Allà va estudiar tipografia amb el dissenyador Piet Zwart i va desenvolupar un taller de teixit a La Haia, del qual va ser directora.

### Joguines de fusta
El 1926, el seu primer any a la Bauhaus, Margaretha Reichardt va fer un curs preliminar dirigit per Josef Albers i László Moholy-Nagy. Mentre estudiava va dissenyar dues joguines de fusta que després van ser produïdes comercialment per la companyia de joguines Naef a Suïssa.
Steckpuppen (o el seu diminutiu Steckpüppchen ), conegut com a «Peg dolls» en anglès, és un conjunt de tres figures de fusta pintades de colors brillants sobre agulles de metall, que es poden moure sobre la seva base de fusta. Hampelmann, conegut com a «Jumping Jack» en anglès, és una figura de fusta pintada d'un home en un marc de fusta. Té unes extremitats articulades que es mouen quan s'estira una corda.

### Eisengarn

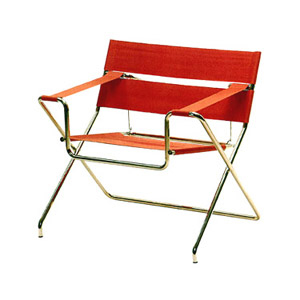
Una cadira de Marcel Breuer, amb tela «Eisengarn», de Grete Reichardt, 1927.

Reichardt va tenir com a professors i professores -i va treballar-hi- molts noms famosos de la Bauhaus, especialment Gunta Stölzl. Va desenvolupar revestiments tèxtils, que anomenà «Eisengarn», per a les cadires tubulars d'acer de Marcel Breuer. L'Eisengarn, que significa "fil de ferro" en anglès, és un material de cotó encerat molt resistent i durador. En realitat no hi ha ferro a la tela, però el teixit fet amb aquest fil és lluent i altament resistent a les esquinçades. El material es va desenvolupar originalment a Alemanya a mitjans del segle XIX i al 1875 ja s'estava fabricant, però Margaretha Reichardt en va millorar la qualitat mentre estava a la Bauhaus.
La versió millorada per Reichardt de l'Eisengarn es va utilitzar com a coberta per als seients d'avió als anys trenta. Mentre estava a la Bauhaus també va ajudar a desenvolupar tipus de teixits amb qualitats d'insonorització i reflex de la llum.

### Altres projectes de la Bauhaus
La Bauhaus va donar una gran importància a la col·laboració amb la indústria i el personal, i els estudiants van participar en molts projectes pràctics fora de l'escola.
Els teixits de l'estudiant Margaretha Reichardt van ser aplicats en el mobiliari de la Bundesschule des Allgemeinen Deutschen Gewerkschaftsbundes (ADGB, Escola Sindical) construïda entre 1928 i 1930, a Bernau bei Berlin. Hannes Meyer i Hans Wittwer en van ser els arquitectes. L'escola ara forma part del Patrimoni de la Humanitat de la Bauhaus.
La seva obra també es va fer servir al cafè de l'Altes Theatre de Dessau, que va ser reconstruït el 1927 després d'un incendi en l'edifici anterior. El nou edifici seria destruït durant els bombardejos de la Segona Guerra Mundial.

## La vida a Erfurt
El 1933 tornà a Erfurt. Va poder obtenir una sèrie de telers i altres equips que provenien de l'obrador de teixits de la Bauhaus, acabat de tancar, i amb aquest material va muntar el seu propi taller a Severihof, on vivia la seva família.
Es va casar amb Hans Wagner el 1936 i de vegades va utilitzar el cognom Wagner-Reichardt. Hans dirigia un estudi fotogràfic amb el seu germà, anomenat Gebrüder Wagner (Germans Wagner). Ella li va ensenyar a teixir i van treballar junts al taller. El 1939 Hans va marxar al servei militar. La parella es va divorciar el 1952. No tenien fills. Després del divorci, Hans va dirigir el seu propi taller de teixits a Erfurt-Hochheim.
El 1939, juntament amb Hans, Margaretha Reichardt va construir una casa i un taller a Bischleben, un suburbi exterior d'Erfurt, a uns 7 km del centre de la ciutat. Hi va viure i treballar durant la resta de la seva vida, produint tapissos i catifes, i tèxtils per a roba, cortines i mobles.
Va obtenir el títol de Mestra Teixidora, i l'any 1942 la Thüringen Handwerkskammer (Càmera d'Artesania de Turíngia) li va donar l'autoritat per formar aprenents. Durant el període nazi Margaretha Reichardt va ser membre de la Reichskulturkammer, una agència governamental i organització professional per a tots els artistes creatius alemanys, de la qual era obligatori ser-ne membre, si es volia treballar com a artista professional. El 1946 va ensenyar durant un any al departament tèxtil de la Meisterschule für Handwerk und Handwertskunst, a Erfurt, una escola d'arts aplicades, que va succeir a la Kunstgewerbeschule, a la qual havia assistit de jove i que es trobava al mateix edifici.
El 1952 Reichardt va ser admesa a la Verband Bildender Künstler der DDR (VBK), l'Associació d'Artistes Visuals de la República Democràtica Alemanya.
A l'Alemanya de l'Est comunista es van permetre algunes petites empreses independents, com el taller de teixit de Margaretha Reichardt, però hi havia escassetat de matèries primeres i estaven controlades pel govern, que afavoria les empreses estatals. Per obtenir materials, necessitava desenvolupar bones habilitats de negociació amb les autoritats pertinents i també se serví de contactes a l'oest, en particular a Escandinàvia, d'on li enviaven matèries primeres.
El 1953 hi va haver disturbis polítics a Alemanya de l'Est, que van provocar un aixecament popular durant el qual les tropes soviètiques van entrar al Berlín Oriental i molts civils van ser assassinats. En aquell any a Reichardt se li van oferir diversos llocs que li haurien donat l'oportunitat de traslladar-se a l'Alemanya Occidental. La Hochschule für bildende Künste Hamburg (l'scola Superior de Belles Arts d'Hamburgi) les universitats de Kassel i Munic li van oferir lectorats, però ella no els va acceptar.

### Handweberei Grete Reichardt
Handweberei Grete Reichardt era el nom comercial del taller de teixit de Margaretha Reichardt. Quan es va casar i va treballar amb el seu marit, Hans Wagner, des de 1936 fins a 1952, es va anomenar Handweberei Wagner-Reichardt. El taller tenia fins a cinc aprenents alhora, i en total Reichardt va formar més de 50 aprenents durant la vida.
A més de catifes, tapissos, revestiments de mobles, tèxtils per a la roba i altres articles de decoració, el taller també va crear teixits per a museus, teatres i altres edificis públics. Reichardt va teixir a mà un dels tres tapissos per a la restaurada catedral de Santa Edwige a Berlín el 1963.

## Mort
Margaretha Reichardt va morir inesperadament a casa seva d'Erfurt-Bischleben el 25 de maig de 1984, als 77 anys, quan encara dirigia i treballava en el seu taller.

## Exposicions i col·leccions públiques
Durant la seva vida, la seva obra es va mostrar en més de 20 exposicions personals i se n'han fet diverses exposicions pòstumes. A més d'aquests, de 1936 a 1975 (a part del període de la Segona Guerra Mundial) la seva obra va ser exposada a les exposicions d'artesania que es van fer al Museu Grassi durant la Fira anual de Leipzig (Leipziger Messe). El Grassi Museum für Angewandte Kunst, Leipzig (Museu d'Arts Aplicades de Leipzig) manté la seva obra a la col·lecció permanent.
L' Angermuseum Erfurt conserva obra seva. El 2019 va celebrar l'exposició Vier "Bauhausmädels": Gertrud Arndt, Marianne Brandt, Margarete Heymann, Margaretha Reichardt, del 23 de març al 16 de juny de 2019.
L'arxiu de l'actual Bauhaus-Universität Weimar guarda 31 dibuixos i 11 articles tèxtils que va fer mentre estudiava a la Bauhaus de Dessau.
A l'Exposition Internationale des Arts et Techniques dans la Vie Moderne (Exposició internacional d'art i tecnologia en la vida moderna) de l'any 1937 a París, se li va concedir un diploma honorífic. També va rebre un diploma d'or honorífic a la IX Triennal de Milà de 1951 per un tapís teixit a mà que hi va exposar.
Exemples de l'obra Bauhaus de Reichardt es troben al Museu d'Art Modern de Nova York (MoMA) i es van incloure a l'exposició Bauhaus 1919–1933: Workshops for Modernity, del 8 de novembre de 2009 al 25 de gener de 2010.
La roba feta amb tèxtils de Margaretha Reichardt i un disseny de catifes es va mostrar a la Bauhaus: Art as Life (3 de maig al 12 d'agost de 2012), una exposició a la Barbican Art Gallery de Londres.
El Cooper Hewitt, Smithsonian Design Museum de Nova York té una cadira B5 amb el seu teixit Eisengarn.
A més, la seva obra es troba en diverses col·leccions privades i públiques, inclosa la de la Fundació Bauhaus Dessau.

## Llegat i memòria
Després de la mort de Margaretha Reichardt, van començar els esforços per mantenir la seva casa i el seu taller com a museu i lloc commemoratiu. La llar, el taller i el contingut, inclosos els telers i el jardí, van rebre l'estatus de monument protegit l'any 1987 i es va convertir en museu oficial de la ciutat d'Erfurt l'any 1989. L'edifici va ser restaurat l'any 1990. El museu es diu Margaretha Reichardt Haus.
Des de 1992 la Margaretha Reichardt Haus està gestionada per l'Angermuseum Erfurt, la principal galeria d'art de la ciutat. Es pot visitar amb cita prèvia i s'hi ofereixen visites que inclouen una demostració del funcionament dels telers.
Grete Reichardt Straße, un carrer al barri de Ringelberg, a Erfurt, porta el seu nom.